# Гдень
Гдень (біл. Гдзень) — село в Брагінському районі, Гомельська область, південна Білорусь. Входить до складу Комаринської селищної ради. Знаходиться за 1,5 км від кордону з Україною.

## Походження назви
Ймовірно, що назва походить від слова «гбен», що означає поворот, вигин річки (село знаходиться біля вигину річки).

## Історія
Знайдене археологами давнє городище ранньої залізної доби та епохи Київської Русі (на північно-західній околиці, на лівому березі річки Брагінка, в урочищі Городок) свідчить про те, що на цій території люди проживали здавна. Згідно з писемними джерелами село відоме з XVI ст. як село в Королівстві Польському. Після Другого поділу Польщі (1793 рік) село відійшло до складу Російської імперії.
У 1834 р. село знаходилось у володінні Горватів. 
У 1885 р. належить до Йолчанської волості Речицького повіту Мінської губернії.
Станом на 1886 рік село мало 50 дворів та 381 жителя, діяла церква, що була приписана до Жарівського православного приходу. Населення займалося виплавкою металу, риболовстом, ковальством та іншими промислами.
За даними перепису 1897 року в селі було 70 дворів, населення 530 осіб, діяла православна приходська церква, школа церковної грамоти, лавка, їдальня. До 1909 р. кількість дворів збільшилася до 84, а населення - до 548 осіб.
Згідно з переписом 1926 р. - це велике село, яке мало 202 двори та 1126 мешканців. В цей час тут проживала велика кількість людей, які мали прізвище Атрощанка, Мацапура, Шпетний (Шпетна), Шульга. З 8 грудня 1926 р. - центр сільської ради.
До 1933 р. утворено колгосп «Червона Україна», працювала кузня та паровий млин.
З серпня 1941 р. до листопада 1943 р. село було окуповане німецькими військами, які 14 січня 1943 р. вбили 10 чоловік.
У 1970 р. було 368 дворів та більше тисячі мешканців. Тут були ремонтно-механічні майстерні, ветеринарний пункт, відділення зв'язку, фельдшерсько-акушерський пункт, автоматична телефонна станція, Будинок культури, бібліотека, середня школа, 3 магазини, майстерня побутового обслуговування.
4 травня 1986 р. село було відселене внаслідок аварії на ЧАЕС.

## Відомі люди
- Шпетний Павло Іванович - Герой Радянського Союзу (його іменем названа одна з вулиць та сільська школа)
- Мацапура Сергій Степанович - Герой Радянського Союзу (його іменем названа одна із сільських вулиць)